# Savitara albida
Savitara albida är en insektsart som beskrevs av Irena Dworakowska 1984. Savitara albida ingår i släktet Savitara och familjen dvärgstritar. Inga underarter finns listade i Catalogue of Life.